# Orophaca hyalina
Orophaca hyalina är en ärtväxtart som först beskrevs av Marcus Eugene Jones, och fick sitt nu gällande namn av Duane Isely. Orophaca hyalina ingår i släktet Orophaca och familjen ärtväxter. Inga underarter finns listade i Catalogue of Life.